# One Night in the Tropics
One Night in the Tropics ( O noapte la tropice) este un film de comedie american din 1940, regizat de A. Edward Sutherland. Rolurile principale sunt interpretate de actorii Bud Abbott, Lou Costello și Allan Jones. Este o ecranizare a romanului Love Insurance (1914) de Earl Derr Biggers, creatorul lui Charlie Chan.

## Prezentare
Jim "Lucky" Moore (Allan Jones), vânzător de asigurări, vine cu o nouă poliță pentru prietenul său, Steve (Robert Cummings): o „poliță de asigurare de dragoste”, el va primi un milion de dolari dacă Steve nu se căsătorește cu logodnica sa, Cynthia (Nancy Kelly). 

## Distribuție
- Allan Jones - Jim Moore
- Nancy Kelly - Cynthia Merrick
- Bud Abbott - Abbott
- Lou Costello - Costello
- Robert Cummings - Steve Harper
- Mary Boland - Aunt Kitty Marblehead
- William Frawley - Roscoe
- Peggy Moran - Mickey Fitzgerald
- Leo Carrillo - Escobar
- Don Alvarado - Rodolfo
- Nina Orla - Nina
- Richard Carle - Mr. Moore
- Charlie Hall - SS Atlantica steward (nemenționat)
- Edgar Dearing - cop with a black-eye (nemenționat)
- Kathleen Howard - Judge McCracken (nemenționat)
- Charles Murphy - the drunkard in court (nemenționat)
- Barnett Parker - Harper's butler (nemenționat)
- Jerry Mandy - the hot dog vendor (nemenționat)
- Denny Sullivan - cab driver (nemenționat)

## Producție
A fost filmat în perioada 26 august - 30 septembrie 1940 sub  titlul de lucru Riviera, Moonlight in the Tropics, Love Insurance și Caribbean Holiday.
A avut un buget de peste 500 000 $.